# Gage Munroe
Gage Munroe (Toronto, 4 gennaio 1999) è un attore e doppiatore canadese.
È conosciuto principalmente per aver doppiato il personaggio di Giustino nella versione originale della serie Giust'in tempo e quello di Marshall nel cartone PAW Patrol - La squadra dei cuccioli.

## Carriera
La sua carriera da attore è iniziata nel 2008, anno in cui ha preso parte a un episodio della serie televisiva ReGenesis. Nello stesso anno ha fatto anche le sue prime apparizioni cinematografiche, prima nel film Coopers' Camera e successivamente nel dramma One Week. Nel 2009 ha prestato per la prima volta la sua voce nella versione originale della serie d'animazione Stoked - Surfisti per caso, in cui ha doppiato il personaggio di George Ridgemount. Negli anni successivi è apparso in varie produzioni televisive, tra cui le serie I misteri di Murdoch, Falling Skies e il film TV Domeniche da Tiffany. Nel 2011 ha doppiato il protagonista della serie d'animazione canadese Giust'in tempo. Nello stesso anno ha fatto parte del cast del film epico Immortals. Nel 2012 ha recitato nel film d'azione I Declare War, successivamente ha continuato ad apparire come guest star in varie serie televisive, tra cui Il socio, Alphas, Beauty and the Beast e Life with Boys. Dall'anno successivo fino al 2014 ha doppiato il personaggio di Marshall nella versione originale della serie Paw Patrol - La squadra dei cuccioli.

## Filmografia

### Attore

#### Cinema
- Coopers' Camera, regia di Warren P. Sonoda (2008)
- One Week, regia di Michael McGowan (2008)
- Devil, regia di John Erick Dowdle (2010) non accreditato[5]
- Immortals, regia di Tarsem Singh Dhandwar (2011)
- I Declare War, regia di Jason Lapeyre e Robert Wilson (2012)
- Mad Ship, regia di David Mortin (2013)
- Skating to New York, regia di Charles Minsky (2013)
- The Shack, regia di Stuart Hazeldine (2017)
- Guest of Honour, regia di Atom Egoyan (2019)
- Io sono nessuno (Nobody), regia di Ilya Naishuller (2021)
- Io sono nessuno 2 (Nobody 2), regia di Timo Tjahjanto (2025)

#### Cortometraggi
- Break a Leg, regia di Jesse Shamata (2010)
- Emily, regia di Joshua Demers (2014)

#### Televisione
- ReGenesis - serie TV, episodio 4x13 (2008)
- An Old Fashioned Thanksgiving, regia di Graeme Campbell - film TV (2008)
- The Jon Dore Television Show - serie TV, episodio 2x12 (2009)
- Hotbox - serie TV, episodio 1x04 (2009)
- Bloodletting & Miraculous Cures - miniserie TV, episodio 1x04 (2010)
- The Bridge - serie TV, episodio 1x06 (2010)
- La notte prima della notte di Natale (The Night Before the Night Before Christmas), regia di James Orr - film TV (2010)
- The Ron James Show - serie TV, episodio 2x06 (2010)
- Domeniche da Tiffany (Sundays at Tiffany's), regia di Mark Piznarski - film TV (2010)
- Falling Skies - serie TV, episodio 1x06 (2011)
- Il socio (The Firm) - serie TV, episodio 1x10 (2012)
- Alphas - serie TV, episodi 2x05-2x08 (2012)
- Beauty and the Beast - serie TV, episodio 1x11 (2013)
- Life with Boys - serie TV, episodio 2x16 (2013)
- Christmas with Tucker, regia di Larry A. McLean - film TV (2013)
- Remedy - serie TV, episodio 1x06 (2014)
- The Lizzie Borden Chronicles - miniserie TV, episodio 1x07 (2015)
- Dark Matter - serie TV, episodi 1x03-1x06 (2015)
- I misteri di Murdoch (Murdoch Mysteries) - serie TV, episodi 3x04-10x0 (2010-2016)
- Nurses - Nel cuore dell'emergenza – serie TV, episodio 2x05 (2022)
- Tales of the Walking Dead – serie TV, episodio 1x05 (2022)

### Doppiatore
- Stoked - Surfisti per caso (Stoked) - serie TV, 11 episodi (2009)
- Doodlebops Rockin' Road Show - serie TV, 1x07 (2010)
- Super Why! - serie TV, episodio 1x60 (2010)
- Mr Moon - serie TV, 10 episodi (2010)
- Giust'in tempo (Justin Time), 13 episodi (2011)
- Grojband - serie TV, episodio 1x10 (2012)
- Babar e le avventure di Badou (Babar: Les Aventures de Badou) - serie TV, 4 episodi (2011-2012)
- Ella the Elephant - serie TV, episodio 1x23 (2013)
- Paw Patrol - La squadra dei cuccioli (Paw Patrol) - serie TV, 17 episodi (2013-2014)
- Lucky Duck, regia di Donald Kim - film TV (2014)
- My Big, Big Friend - serie TV, 43 episodi (2011-2014)
- Pirate's Passage, regia di Mike Barth e Jamie Gallant (2015)
- Little Charmers - serie TV, episodi 1x16-1x19 (2015)
- Little People - serie TV, episodio 2x02 (2016)

## Doppiatori italiani
Nelle versioni in italiano delle opere in cui ha recitato, Gage Munroe è stato doppiato da:
- Gaspare Palmieri in Nurses - Nel cuore dell'emergenza
- Loris Loddi in Tales of the Walking Dead
- Riccardo Suarez in Io sono nessuno 2

Da doppiatore è sostituito da:
- Tito Marteddu in Giust'in tempo (st. 1-2)
- Simona Biasetti in Giust'in tempo (st. 3)

## Riconoscimenti
- 2011 – Young Artist Awards[6]
  - Candidatura come Miglior giovane attore in un film TV, miniserie o special per La notte prima della notte di Natale